# Der Soldat und der Schreiner
Der Soldat und der Schreiner ist ein Märchen. Es stand in den Kinder- und Hausmärchen der Brüder Grimm nur im zweiten Teil der 1. Auflage von 1815 (da Nr. 44) an Stelle 130 (KHM 130a).

## Inhalt
Die Söhne zweier Tischler sind immer zusammen und bleiben es auch als Erwachsene, wobei der mutige Soldat wird und der furchtsame Tischler. Wo immer der Tischler Arbeit findet, bleibt der Soldat als Knecht, aber wird seiner Faulheit wegen schnell entlassen, worauf dann der Tischler mitgeht. So auch in einer großen Stadt. Dann kommen sie an einen Wald, und weil der Mutige sich nicht fürchtet, geht auch der andere mit. Sie verirren sich, dann sehen sie ein Licht und kommen zu einem hellen Schloss, dabei ein schwarzer Hund und auf dem Teich ein roter Schwan. Es ist verlassen, doch in der Küche kocht eine graue Katze, in einem Zimmer steht Essen. Danach gehen sie schlafen, der Furchtsame findet ein Kruzifix und zwei Gebetbücher. 
Morgens bekommen beide einen Stoß. Sie lassen das Frühstück stehen und steigen in die Keller, vor dem ersten ist eine alte Frau, vor dem zweiten ein Vierzehnjähriger und vor dem dritten eine Zwölfjährige, die auf dem Rückweg fragen, ob der Schwan, der Hund und die Katze noch da seien, dann könnten sie nicht mit hoch kommen. Sie finden in einer Kammer Pfeil und Bogen, ein Schwert und eine Zange, darüber steht, dass sie damit den Schwan, den Hund und die Katze töten können. Sie finden auch Harnische, doch die sind zu schwer. Durch ein vergittertes Fenster kommt eine Taube, die wird ein Jüngling. Zu dritt töten sie die drei Tiere, dann die heraufstürmende Alte mit ihren Kindern. Es erhebt sich ein Gemurmel. Sie begraben die Leichen. Als sie zurückkommen, ist das Schloss erlöst, das die Hexe versteinert hatte. Die drei Tiere waren andere Zauberer gewesen, die sie nur in Tiere hatte verwandeln können.

## Herkunft
Grimms Anmerkung notiert „Aus dem Münsterland“ (wohl Familie von Haxthausen). Manches daran sei gut, aber die Gesamtkomposition habe offenbar gelitten. Jacob Grimm schrieb seinem Bruder nach Erscheinen, dass er es wegwünschte, wohl wegen der konfusen Handlung. Das Zaubermärchen ist die älteste bekannte Fassung zu Märchentyp ATU 410* Das versteinerte Königreich.
Vgl. Das weiße Hemd, das schwere Schwert und der goldene Ring, zu den Schwänen Der Geiger und seine drei Gesellen in Johann Wilhelm Wolfs Deutsche Hausmärchen.